# Chroniques des années noires
Ne doit pas être confondu avec Chronique des années écoulées ou Chronique des années de braise.
Chroniques des années noires (titre original : The Years of Rice and Salt) est un roman uchronique de Kim Stanley Robinson, publié en 2002.

## Résumé de l'histoire
Cette uchronie décrit à travers des personnages récurrents ce que pourrait être l'histoire du monde si la peste avait éradiqué la quasi-totalité des Européens. La date de divergence entre la réalité et l'uchronie est fixée à 1347, au début de l'épidémie de peste noire.
À travers les destins de trois personnages principaux, membres d'une même jāti, et de leurs réincarnations successives, Kim Stanley Robinson nous raconte une histoire du monde où la Chine, l'Inde et l'islam se battent pour conquérir le pouvoir, imposer leur foi et développer les sciences. Le lecteur peut facilement relier les différentes réincarnations d'un personnage grâce à la première lettre de son nom qui reste toujours la même à travers les époques.

## Thèmes
Les sujets abordés dans cette œuvre sont : le multiculturalisme, la religion et la nature humaine, la philosophie, le féminisme et l'égalité des droits, la quête de la liberté, les progrès et la science.

## Traduction
Le titre original The Years of Rice and Salt, littéralement, « les années de riz et de sel », est sans doute plus éclairant que celui choisi par l'éditeur français, qui fait référence à la peste noire et d'une manière négative.

## Récompenses
- Prix Locus du meilleur roman de science-fiction 2003.

## Éditions
- The Years of Rice and Salt, Bantham, février 2002, 672 pages  (ISBN 0-553-10920-0) ;
- Chroniques des années noires, traduction : David Camus et Dominique Haas, Presses de la Cité, octobre 2003, 708 pages  (ISBN 2258060397) ;
- Chroniques des années noires, traduction : David Camus et Dominique Haas, Pocket coll. Science-fiction, octobre 2006, 1014 pages  (ISBN 978-2266147590).